# Томмі Койн
Томмі Койн (англ. Tommy Coyne, нар. 4 листопада 1962, Гован) — ірландський футболіст шотландського походження. Виступав переважно за шотландські клуби.

## Біографія
Томмі Койн грав за клуб «Хілвуд Бойз» перш ніж початв свою професійну кар'єру в «Клайдбанк», де він дебютував в сезоні 1981-82, в якому забив 9 голів у 31 матчах. В другому сезоні Томмі забив 19 голів в 38 матчах. Перед продажем в «Данді Юнайтед» в новому сезоні 1983-84 Койн уже мав в своєму активі 10 голів в 11 матчах. Однак йому не вдалося набрати колишню форму в новій команді, і він забив лише 9 голів в 62 іграх, хоча й зміг забити кілька важливих голів у Кубку УЄФА.
В середині сезону 1986-87 Томмі перейшов в «Данді», де він знову почав забивати. Його здобуток — 9 голів в 20 іграх у другій половині сезону. В сезоні 1987-88 Койн став найкращим бомбардиром першого дивізіону. Для цього йому довелося забити 33 голи в 43 матчах. Після 9 забитих голів у 20 матчах на початку сезону 1988-89 він був проданий в «Селтік». Спершу гра не задалася і Койн так і не забив за «Селтік» жодного м'яча до кінця сезону. Наступний сезон не став успішнішим. Койн завершив його з 7 голами в 23 іграх. У сезоні 1990-91 Томмі набрав свою колишню форму і забив 18 голів в 26 іграх, закінчивши сезон найкращим бомбардиром. Незважаючи на те, що забив 15 голів у наступному сезоні і 3 голи в 10 іграх на початку сезону 1992-93, Койна продали в «Транмер Роверз» в березні 1993 року.
Після короткого періоду в Англії, Койн повернувся до Шотландії, щоб перейти до «Мотервелл» в листопаді 1993 року за £125000. У 1994-95 роках він знову став найкращим бомбардиром шотландської прем'єр-ліги. Всього забив 59 голів у 132 іграх за «Мотервелл».
Томмі Койн є єдиним гравцем, який ставав найкращим бомбардиром шотландської прем'єр-ліги з трьома різними клубами.

## Титули і досягнення
- Кубок Шотландії
  - Фіналіст (1): 1989-90